# JLV
JLV, a.s. (do 28. prosince 2009 Jídelní a lůžkové vozy, a.s.) je česká akciová společnost založená roku 1959 Československými státními drahami. Jejím hlavním účelem je poskytování služeb v jídelních a lůžkových vozech. Jako nezávislá společnost JLV funguje od roku 1992. Pracuje pro ni přibližně 600 zaměstnanců.
Vlastnická struktura není z obchodního rejstříku zřejmá, akcionáři jsou držiteli zaknihovaných akcií na majitele. České dráhy ve své výroční zprávě za rok 2022 uvádějí, že v této společnosti vlastní 38,79% podíl.
JLV a.s. sídlí v budově v areálu odstavného nádraží Jih v Praze 4-Michli, Chodovská 228/3. 
V roce 2012 vyhrála výběrové řízení pořádané Českými drahami. Společnost dále pracuje pro Deutsche Bahn a Österreichische Bundesbahnen.

## Dceřiné společnosti
JLV v rámci skupiny provozuje celkem 13 značek, které poskytují služby lidem na cestách zejména v oblasti stravování. 
Má několik dceřiných společnosti:
- CZ servis, s.r.o. (JLV vlastní 100% podíl[7])
- BK Team a.s. – provozuje restaurace pod značkou Burger King (JLV vlastní 18% podíl[7])
- JP Servis a.s. – provozuje nádražní obchody PONT, Fornetti Café a Bio Point (JLV vlastní 20,45% podíl[7])

## Kritika
Společnost byla několikrát kritizována za rozdílné účtování cen. V jídelních vozech u mezinárodních vlaků jsou na území Česka, Slovenska a Maďarska účtovány nižší ceny než na území Polska, Německa a Rakouska. Od roku 2015 jsou účtovány nižší ceny také v Rakousku, ale pouze v úseku od hranic po Vídeň.[zdroj⁠?!]